# Keshabpur
Keshabpur è un sottodistretto (upazila) del Bangladesh situato nel distretto di Jessore, divisione di Khulna. Si estende su una superficie di 258,53 km² e conta una popolazione di 200.229 abitanti (dato censimento 1991).